# Solanum coquimbense
Solanum coquimbense är en potatisväxtart som beskrevs av J.R.Benn. Solanum coquimbense ingår i släktet skattor som ingår i familjen potatisväxter. Inga underarter finns listade i Catalogue of Life.

## Bildgalleri

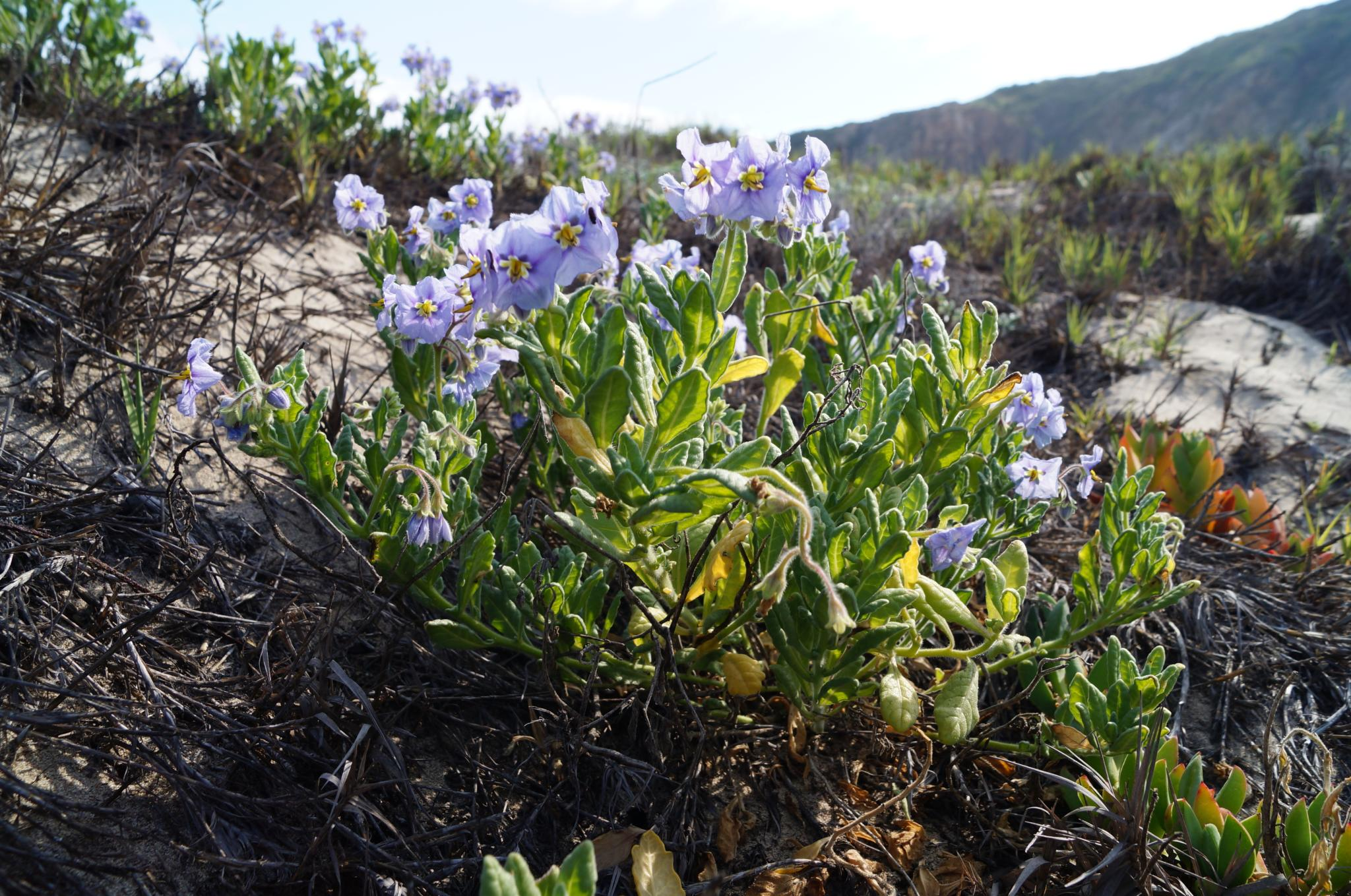
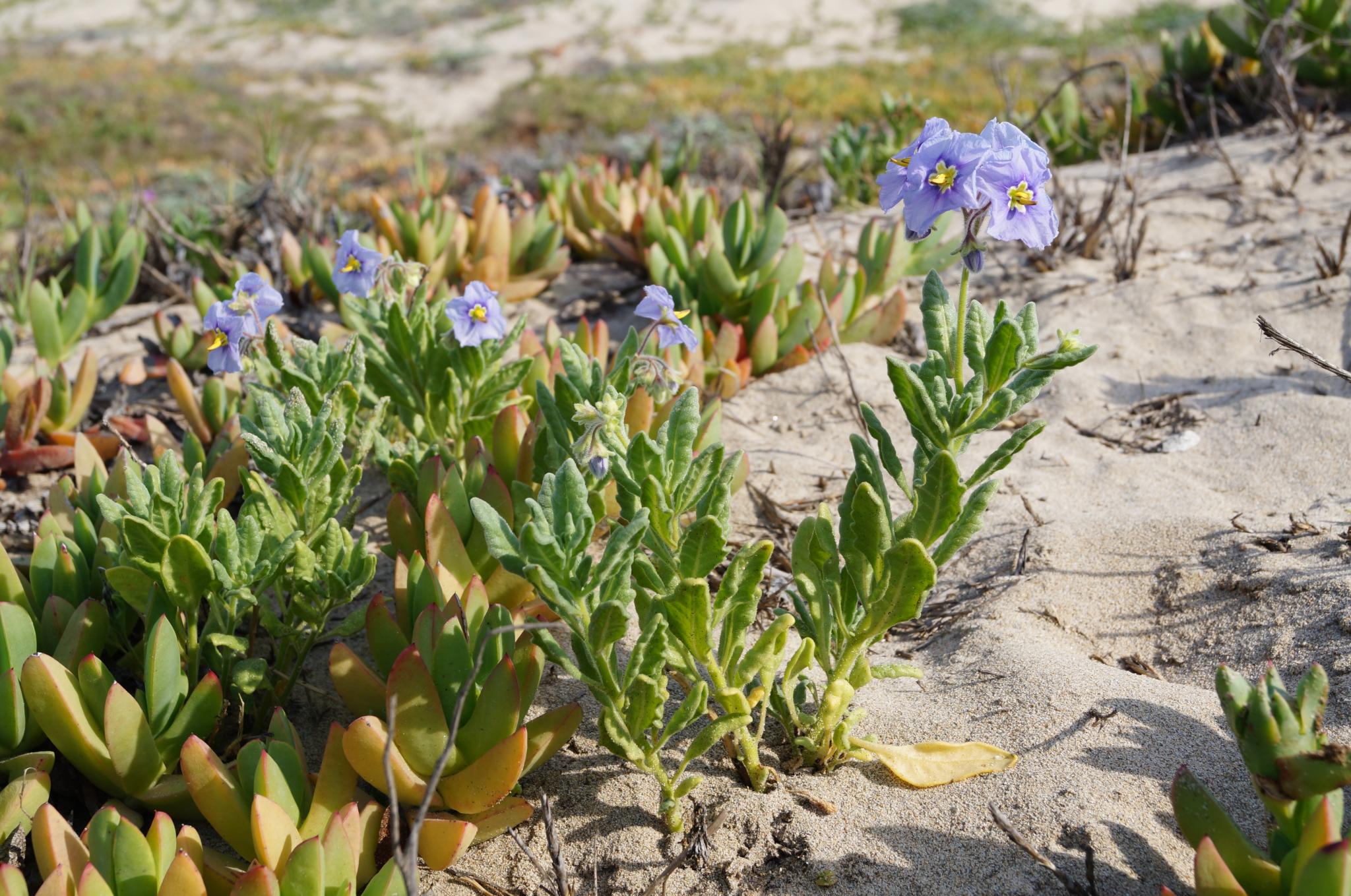
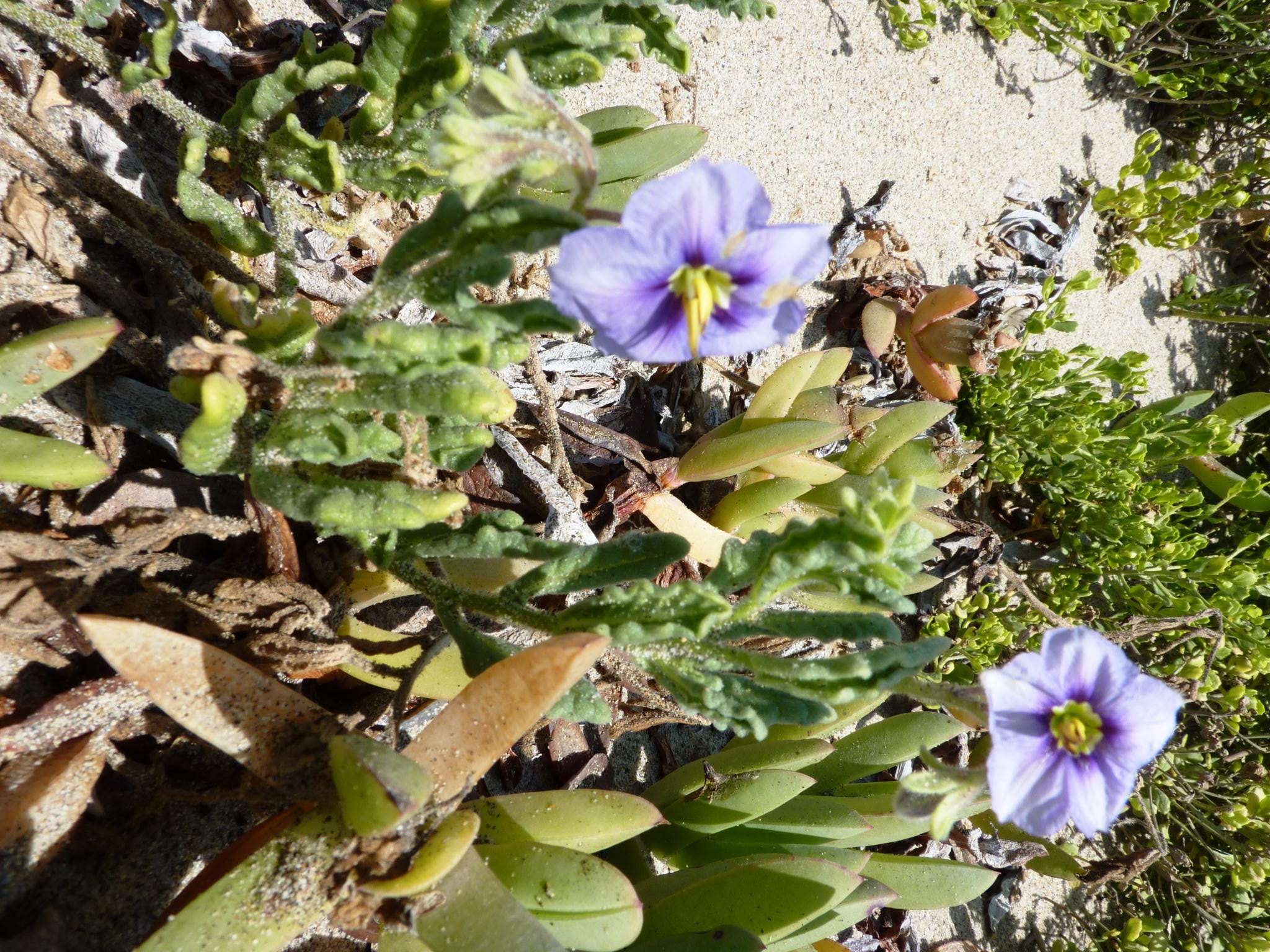